# حوزه انتخابیه قزوین، آبیک و البرز
حوزهٔ انتخاباتی قزوین، آبیک و البرز یکی از حوزه از حوزه‌های استان قزوین برای انتخابات مجلس شورای اسلامی است. این حوزه به مرکزیت قزوین، ۲ نماینده دارد.

## نماینده دوره دهم مجلس شورای اسلامی
داود محمدی، سیده حمیده زرآبادی

## نماینده دوره یازدهم مجلس شورای اسلامی
لطف الله سیاهکلی و فاطمه محمدبیگی

## نماینده دوره دوازدهم مجلس شورای اسلامی
سالار آبنوش و فاطمه محمدبیگی

## پی‌نوشت و منبع
1. ↑  «اصولگرایان پیروز انتخابات استان قزوین شدند». خبرگزاری مهر. ۲۰۲۰-۰۲-۲۲. دریافت‌شده در ۲۰۲۰-۰۲-۲۶.
2. ↑  «اعلام نتایج قطعی انتخابات در استان قزوین». ایسنا. ۲۰۲۰-۰۲-۲۲. دریافت‌شده در ۲۰۲۰-۰۲-۲۶.
3. ↑  «نتایج نهایی انتخابات مجلس دوازدهم - خبرگزاری مهر | اخبار ایران و جهان | Mehr News Agency». www-mehrnews-com.cdn.ampproject.org. دریافت‌شده در ۲۰۲۴-۰۳-۰۴.

- «جدول حوزه‌های انتخابیه در انتخابات دهمین دورهٔ مجلس شورای اسلامی» (PDF). مرکز پژوهش و سنجش افکار صدا و سیما. بایگانی‌شده از اصلی (PDF) در ۵ اكتبر ۲۰۱۸. دریافت‌شده در ۱۸ ژوئیه ۲۰۱۶. تاریخ وارد شده در |archive-date= را بررسی کنید (کمک)